# Rasa del Clot de la Roca
La rasa del Clot de la Roca és un afluent del  Riard (el qual, ensems, ho és de la Ribera Salada).
Neix a 905 m d'altitud, 60 m al sud de la parròquia de Timoneda, deixa a l'esquerra la masia de Puigpinós, travessa el Clot de la Roca que li dona nom i desguassa al  Riard a 635 m d'altitud just després d'haver travessat la carretera del Pla de Cirera a Montpol